# Union Bridge (Tweed)
Die Union Bridge, auch Union Suspension Bridge oder Chain Bridge genannt, überspannt den Fluss Tweed zwischen Horncliffe, Northumberland in England und Fishwick, Scottish Borders in Schottland.
Die schmiedeeiserne Kettenbrücke wurde von dem Ingenieur Samuel Brown zwischen August 1819 und Juli 1820 in weniger als 12 Monaten gebaut, während für eine vergleichbare Steinbrücke damals etwa drei Jahre benötigt wurden. Sie war die erste Hängebrücke in Europa, die von Fuhrwerken benutzt werden konnte. Heute ist sie die älteste Hängebrücke, die noch immer für den Straßenverkehr genutzt wird.

## Beschreibung
Die Brücke hat eine ungewöhnliche, nicht symmetrische Seitenansicht. Ihre Ketten werden am westlichen, schottischen Ende der Brücke von einem unmittelbar am Ufer stehenden, 18 m hohen gemauerten Portal getragen, das eine 3,65 m breite und mehr als 5 m hohe Durchfahrt für die Straße hat. Am östlichen, englischen Ende der Brücke sind die Ketten etwas vom Ufer entfernt unmittelbar in einer Felswand verankert, so dass die Straße seitlich auf das Brückendeck geführt wird und das Brückendeck erst in einiger Entfernung vor den Verankerung beginnt. Die Spannweite der Ketten ist wesentlich größer als die Länge des Brückendecks. Die Pfeilerachsen sind 132 m (432 ft) voneinander entfernt, während das Brückendeck nur eine Spannweite von 110 m (361 ft) aufweist. Es ist 5,50 m (18 ft) breit.
Das leicht nach oben vorgespannte Brückendeck der Union Bridge besteht aus Holzbalken, die früher mit eisernen Spurrillen für die Räder der Fuhrwerke versehen waren. Die Fahrbahn wird von insgesamt zwölf Ketten aus etwa 4,5 m langen Eisenstäben getragen. Je zwei dicht nebeneinander liegende Ketten bilden einen Strang, auf beiden Seiten hängen drei solcher Stränge übereinander, wobei die Verbindungselemente der nächsthöheren Kette jeweils um 1,5 m (5 ft) verschoben sind. Die senkrechten Hängestäbe sind an den Verbindungselementen nur eines Stranges befestigt, so dass nur jeder dritte Stab (nach Renovierung jeder vierte Stab s. u.) an der gleichen Kette hängt. Unterhalb der Brücke sind die Hängestäbe mit Querstäben verbunden, die unter der Brücke hindurchgehen. Die Ketten werden durch die Bauwerke an beiden Enden der Brücke hindurchgeführt und auf der westlichen Seite mehr als 7 m tief im Boden verankert, auf der östlichen Seite dagegen innerhalb des Bauwerks an der Felswand befestigt. Bei einer späteren Renovierung wurde ein Drahtseil zur Verstärkung oberhalb der Ketten eingezogen. Bei der Eröffnungszeremonie im Juli 1820 wurde zunächst ein Belastungstest mit 12 beladenen Fuhrwerken mit einem geschätzten Gesamtgewicht von 20 Tonnen vorgenommen. Danach konnten die Zuschauer nicht länger zurückgehalten werden. Man schätzte, dass 700 Personen gleichzeitig auf der Brücke waren, was einem Gewicht von ca. 47 Tonnen entsprach. Die Brücke hielt aber auch dieser unvorhergesehenen Belastungsprobe problemlos stand.
Bis zur Eröffnung der Menai Suspension Bridge, deren Bau früher begann, die aber erst 1826 fertiggestellt wurde, hatte sie die längste Spannweite aller modernen Brücken.
Die Brücke steht als Grade I listed building und als Scheduled Ancient Monument unter Denkmalschutz.